# Opération Gauntlet
Seconde Guerre mondiale
Batailles
Front d'Europe de l'Ouest
- Campagnes du Danemark et de Norvège
- Bataille de France
- Bataille de Belgique
- Bataille des Pays-Bas
- Bataille d'Angleterre
- Blitz
- Opération Myrmidon
- Opération Ambassador
- Raid de Dieppe
- Sabordage de la flotte française à Toulon
- Bataille aérienne de Berlin
- Bataille de Normandie
- Débarquement de Provence
- Libération de la France
- Campagne de la ligne Siegfried
- Bataille du Benelux
- Poche de Breskens
- Bataille des Vosges (Bruyères)
- Bataille des Ardennes
- Bataille de Saint-Vith
- Siège de Bastogne
- Opération Bodenplatte
- Opération Nordwind
- Campagne de Lorraine
- Bataille d'Alsace (Forêt de la Hardt, Poche de Colmar Jebsheim)
- Campagne d'Allemagne
- Raid de Granville
- Libération d'Arnhem
- Bataille de Groningue
- Insurrection géorgienne du Texel
- Bataille de Slivice
- Capitulation allemande

Front d’Europe de l’Est

Campagnes d'Afrique, du Moyen-Orient et de Méditerranée

Bataille de l’Atlantique

Guerre du Pacifique

Guerre sino-japonaise

Théâtre américain
L'opération Gauntlet (Gant) était un raid des opérations combinées effectuée principalement par les troupes canadiennes sur le Spitzberg qui eut lieu fin août 1941.

## But de l'opération
L'objectif était de détruire les riches mines de charbon ainsi que les équipements et les entrepôts, situés sur l'île aux Ours, dont on supposait, à juste titre, que les Allemands utiliseraient pour leur industrie de guerre.
Ces mines de charbon, qui sont sur le territoire norvégien, étaient détenues et exploitées par la Norvège (à Longyearbyen) et par l'Union soviétique (à Barentsburg). Les deux gouvernements étaient convenus de la destruction des installations et l'évacuation de leurs ressortissants.

## Préambule
Les forces allemandes avaient terminé leur occupation de la Norvège en juin 1940 puis le 22 juin 1941 elles avaient envahi l'Union soviétique lors de l'opération Barbarossa.
Immédiatement, le Premier ministre britannique, Winston Churchill, avait déclaré son soutien à l'URSS. Les Soviétiques avaient alors demandé une présence de la marine britannique au large du Nord de la Russie et le contre-amiral Philip Vian avait visité le port Mourmansk afin d'évaluer sa situation. Pour des raisons de logistiques, la présence britannique a été limitée aux sous-marins.
La pression politique soviétique continue, et exige une présence active de la Force K britannique à partir de Scapa Flow pour naviguer dans l'Arctique.

## Exploration
À la fin du mois de juillet 1941, la marine britannique a exploré le Spitzberg et analysé la situation. Les reconnaissances n'ont pu indiquer si l'île était occupée par une garnison. Des contacts ont été établis avec les colons norvégiens et soviétiques qui se sont montrés coopératifs. Un officier norvégien, le lieutenant R. Tamber, fut laissé à Longyearbyen en tant que représentant de la Force K. Il est retourné en Grande-Bretagne avec 70 volontaires pour les forces libres norvégiennes, dans la plus grande discrétion, sans alerter les Allemands qui ignoraient les activités alliées dans la région.
Après avoir chargé à Longyearbyen trois navires de charbon le lieutenant Tamber et ses hommes ont visité, le 1er août, l'île aux Ours, détruit la station météo et évacué le personnel norvégien. Cette action a alerté les Allemands des activités alliées et, par la suite, la Force K a été assaillie par les avions ennemis qui surveillaient la zone.
Le contre-amiral Philip Vian pensait que l'occupation militaire serait possible, mais que l'emplacement ne convenait pas comme base navale, principalement en raison de la glace saisonnière.
Winston Churchill aurait alors exercé des pressions pour qu'un plan soit élaboré rapidement. Le plan, en accord avec Winston Churchill, l'ambassadeur soviétique et le roi Haakon, était que la Force K devait revenir au Spitzberg pour détruire les installations minières, les stocks de carburant, rapatrier les colons russes et norvégiens.

## Forces en présence
À l'origine deux bataillons ont été affectés pour ces débarquements, mais sur les renseignements que les Allemands n'avaient pas encore de garnison dans la région il ne fut affecté qu'un seul bataillon. Les troupes étaient principalement composées de :
- 3 compagnies de la 2e brigade d'infanterie canadienne[1], *d'élément du Royal Canadian Engineers (en)[2] ainsi
- une partie des militaires norvégiens, réfugiés au Royaume-Uni.

À ces troupes étaient adjointes
- des unités de démolition et de soutien logistique de l'armée britannique, dont
- un détachement du Kent Fortress Royal Engineers (en) une unité spécialisée dans la démolition.

La force totale embarquée était de 645 soldats, tous grades confondus, dont 527 Canadiens.
- Le paquebot Empress of Australia qui servit de transport de troupes était escorté de
- 2 croiseurs de la Royal Navy :
  - HMS Nigeria et
  - HMS Aurora et de
- 3 destroyers :
  - HMS Icarus,
  - HMS Anthony et
  - HMS Antelope

sous les ordres de Philip Vian.
La force d'attaque prend le large le 19 août 1941.

## L'opération
Les troupes britanniques débarquent le 25 août 1941 sans rencontrer d'opposition et sont accueillies avec enthousiasme par les insulaires.
Le 26 août, lorsque les démolitions à Barentsburg furent terminés, environ 2 000 mineurs soviétiques, avec leurs biens et des équipements, lèvent l'ancre pour Arkhangelsk (côte nord de la Russie) sur le Empress of Australia escorté par le HMS Nigeria et les 3 destroyers. Le convoi arrive à destination le 29 août.
Le 30 août, le convoi reprend sa route vers le Spitzberg, avec à son bord environ 191 soldats français qui s'étaient échappés de camps de prisonniers allemands. Ceux-ci après avoir été internés en Poméranie, en Prusse puis en Pologne, s'étaient évadés et avaient rejoint l’URSS où ils étaient demeurés prisonniers jusqu’à l’opération Barbarossa. Les nouveaux alliés soviétiques avaient accepté que ces Français rallient les Forces françaises libres du général de Gaulle.
Pendant ce temps, le reste de la Force K effectuait les démolitions et les chargements prévus à Longyearbyen.
Dans la nuit du 1er septembre 1941, les navires revenaient d'Arkhangelsk. La station météo de Longyearbyen, lançait, sous le contrôle des Canadiens, son dernier bulletin annonçant du brouillard - afin de dissuader les avions d'observation allemands d'intervenir - avant d’être démontée pour être amenée en Grande-Bretagne.
Le 2 septembre la flotte lève l'ancre emportant, outre les 191 Français, 765 habitants et 15 chiens de traîneau.
Le 3 septembre 1941 un convoi allemand est signalé. La force se sépare alors en deux.
Les Allemands n’ont eu connaissance de l’opération Gauntlet que le 6 septembre quand un compte rendu naval signala « une importante fumée dans le secteur des Spitzberg » confirmé le lendemain par une reconnaissance aérienne.
Pendant que les 3 destroyers continuent à escorter le convoi en Grande-Bretagne les deux croiseurs interceptent, le 7 septembre, les navires allemands à Hammerfjord. Lors de l'engagement, le navire-école allemand Bremse (de) fait naufrage et le HMS Nigeria est sérieusement endommagé à la proue par une mine.

## Bilan
L’opération Gauntlet est un succès total. Tous les objectifs ont été atteints sans aucune opposition.
- Les objectifs des équipes de démolition ont terminé toutes leurs tâches de destruction :
  - 450 000 tonnes de charbon
  - 275 000 gallons impériaux de carburant, d'huile, d'essence et de graisse
- 3 navires charbonniers norvégiens naviguant pour les Allemands ont été capturés avec leur cargaison et ramenés en Angleterre :
  - L’Ingerto de 4 000 tonnes
  - Le Nandi de 3 100 tonnes
  - Le Munin de 2 050 tonnes

Ont également été capturés :
- 1 brise-glace
- La baleinière Dagny I
- 2 navires équipés pour chasse aux phoques, Agnes et Strömsnes.

Pendant toute la durée de leur séjour au Spitzberg, les Alliés envoyèrent des bulletins météorologiques erronés, mentionnant du brouillard et de mauvaises conditions de vol dans le secteur. Ces fausses informations a permis de maintenir toutes les reconnaissances aériennes allemandes loin du Spitzberg.
Les cinq stations télégraphiques en fonctionnement, ont été démontées ou détruites. Deux ont été rapatriées en URSS et les trois autres ont été démontées et rapportées en Grande-Bretagne.
Les stocks de houille incendiés étaient tels qu'un rapport signalait que de la fumée continuait toujours à se dégager des montagnes de charbon au mois de mai 1942, soit plus de neuf mois après l’opération.